# Acacia meridionalis
Acacia meridionalis är en ärtväxtart som beskrevs av Villiers och Du Puy. Acacia meridionalis ingår i släktet akacior, och familjen ärtväxter. Inga underarter finns listade i Catalogue of Life.